# São-toméischer Dobra

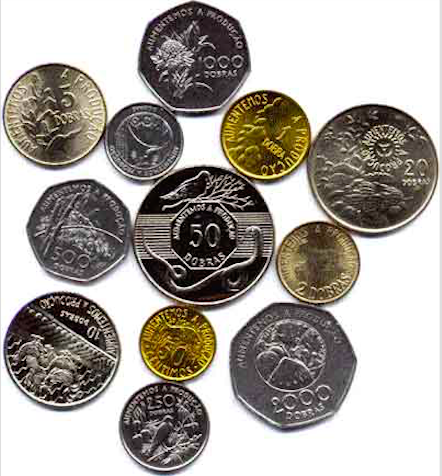
Dobra-Münzen (2005)

Der Dobra ist die Währung auf São Tomé und Príncipe. Sie wird von der Zentralbank des afrikanischen Inselstaates herausgegeben, der Banco Central de São Tomé e Príncipe.
Ein Dobra wird in 100 Cêntimos eingeteilt.
Im Umlauf befinden sich seit 2018 Münzen zu 10, 20 und 50 Cêntimos sowie zu 1 und 2 Dobra, sowie Banknoten zu 5, 10, 20, 50, 100 und 200 Dobra.
Bis zur Unabhängigkeit am 12. Juli 1975 war der portugiesische Escudo die Währung in São Tomé und Príncipe.
Am 29. Juli 2009 wurde in einem Abkommen mit Portugal vereinbart, mit Wirkung zum 1. Januar 2010 den Dobra im Verhältnis 1 EUR = 24.500 STD fest an den Euro zu koppeln.

## Währungsreform
Anlässlich ihres 25. Jubiläums im Januar 2018 kündigte die Zentralbank am 25. August 2017 eine Neudenominierung (Reduktion um 1000 Einheiten) und somit die Ausgabe einer neuen Banknotenserie an. Die bisherige Währung STD wurde am 1. Januar 2018 durch die neue Währung STN ersetzt: 1000 STD = 1 STN (Nova Dobra = „neuer Dobra“). Der feste Wechselkurs beträgt 1 EUR = 24,50 STN. Die bisherige Währung STD blieb bis zum 30. Juni 2018 parallel bestehen.
Die neue Banknotenserie, die die einheimische Tierwelt thematisiert, wird von De La Rue produziert und umfasst die Nennwerte 5, 10, 20, 50, 100 und 200 Dobra. Die beiden niedrigsten Nominale werden auf Polypropylen gedruckt. Die übrigen Banknoten werden auf einem Baumwollsubstrat gedruckt und weisen zusätzliche Sicherheitsmerkmale auf.